# Club Patín Alcorcón
El Club Patín Alcorcón es un equipo de hockey sobre patines con sede en localidad de Alcorcón, en la comunidad autónoma de Madrid. Actualmente disputa la OK Liga Femenina.

## Historia
El club fue fundado en 1982 y es conocido sobre todo por el equipo femenino de hockey sobre patines, aunque también tiene equipo masculino que milita en la OK Bronce Sur y una sección de patinaje artístico.
En 2009 fue subcampeón de liga (tras el Club Patín Gijón Solimar) y de la Copa de la Reina tras caer derrotado en la final ante el Club Patí Vilanova.
Al año siguiente alcanzó la final de la Copa de Europa perdiéndola ante el Club Patín Gijón Solimar.
El 16 de marzo de 2014 se proclamó campeón de la Copa de Europa por primera vez, tras ganar al equipo francés del Club sportif Noisy-le-Grand.

## Palmarés
- 1 Copa de Europa: 2014

## Resultados por temporada
| Temporada | Categoría | División               | Posición | Copa de la Reina | Copa de Europa   |
| --------- | --------- | ---------------------- | -------- | ---------------- | ---------------- |
| 2008–09   | 1         | OK Liga Femenina       | 2.º      | Finalista        |                  |
| 2009–10   | 1         | OK Liga Femenina       | 6.º      |                  | Finalista        |
| 2010–11   | 1         | OK Liga Femenina       | 6.º      |                  |                  |
| 2011–12   | 1         | OK Liga Femenina       | 5.º      |                  |                  |
| 2012–13   | 1         | OK Liga Femenina       | 4.º      | Finalista        |                  |
| 2013–14   | 1         | OK Liga Femenina       | 6.º      |                  | Campeón          |
| 2014–15   | 1         | OK Liga Femenina       | 10.º     |                  | Cuartos de final |
| 2015–16   | 1         | OK Liga Femenina       | 9.º      |                  |                  |
| 2016–17   | 1         | OK Liga Femenina       | 9.º      |                  |                  |
| 2017-18   | 1         | OK Liga Femenina       | 9.º      |                  |                  |
| 2018-19   | 1         | OK Liga Femenina       | 11.º     |                  |                  |
| 2019-20   | 1         | OK Liga Femenina       | 8.º      |                  |                  |
| 2020-21   | 1         | OK Liga Femenina       | 7.º      |                  |                  |
| 2021-22   | 2         | OK Liga Femenina Plata | 6.º      |                  |                  |